# Ален Бернар
Ален Бернар (фр. Alain Bernard, 1 травня 1983) — французький плавець, дворазовий олімпійський чемпіон.

## Виступи на Олімпіадах
| Олімпіада   | Дисципліна             | Місце |
| ----------- | ---------------------- | ----- |
| Пекін 2008  | 50 м вільним стилем    | 3     |
| Пекін 2008  | 100 м вільним стилем   | 1     |
| Пекін 2008  | 4×100 м вільним стилем | 2     |
| Лондон 2012 | 4×100 м вільним стилем | 1     |